# NGC 532
NGC 532 (другие обозначения — UGC 982, MCG 1-4-56, ZWG 411.55, IRAS01226+0900, PGC 5264) — спиральная галактика раннего типа в созвездии Рыбы. Открыта Уильямом Гершелем в 1786 году, описывается Дрейером как «очень тусклый, довольно крупный объект, вытянутый в направлении 30° и более яркий в середине».
Этот объект входит в состав группы галактик NGC 470.
Анализ показывает, что галактика по профилю относится ко 2-му типу (англ. Freeman Type II). Помимо этого показано, что объект имеет небольшую, но сильно уплощённый балдж, и из-за этого сложно изучать структуру близко к ядру — галактика имеет высокий наклон (~80°), выпуклость 0,68 и имеет место большая запылённость галактики.
NGC 532 представляет интерес при изучении особенностей структуры галактик посредством многоцветной поверхностной фотометрии. В том числе, на её примере показано, что в галактиках типа S0-Sa с барами и (или) кольцами, во внутренних областях которых доминирует излучение балджа, декомпозиция на балдж и диск, проведённая по одномерным усреднённым фотометрическим профилям, приводит к некорректному определению параметров балджа.
Звездообразование в NGC 532 локализовано в околоядерном диске, причём именно на юг от ядра. В центральной области объекта эмиссионные линии ионизованного газа очень сильны. Наклонный околоядерный звёздный диск у NGC 532 сформировался совсем недавно — в пределах 1 млрд лет.
Этот объект входит в число перечисленных в оригинальной редакции «Нового общего каталога».